# Lista de primeiros-ministros do Níger

Brasão de armas Níger

A seguir uma lista dos Primeiros-ministros do Níger, desde sua autonomia em 20 de maio de 1957. No dia 3 de agosto de 1960, declarou-se independente da França.

## Território autônomo (1957-1960)
| Presidente do conselho de governo | Entrada                | Saida                  | Partido |
| --------------------------------- | ---------------------- | ---------------------- | ------- |
| 1º Djibo Bakary                   | 20 de maio de 1957     | 10 de outubro de 1958  |         |
| 2º Hamani Diori                   | 18 de dezembro de 1958 | 10 de novembro de 1960 |         |

## Pós independência em 1960
| Primeiro-ministro          | Entrada                 | Saida                   | Partido |
| -------------------------- | ----------------------- | ----------------------- | ------- |
| Cargo abolido              | 10 de novembro de 1960  | 24 de janeiro de 1983   |         |
| 1º Mamane Oumarou          | 24 de janeiro de 1983   | 14 de novembro de 1983  |         |
| 2º Hamid Algabid           | 14 de novembro de 1983  | 15 de julho de 1988     |         |
| 3º Mamane Oumarou          | 15 de julho de 1988     | 20 de dezembro de 1989  |         |
| Cargo abolido              | 20 de dezembro de 1989  | 2 de março de 1990      |         |
| 4º Aliou Mahamidou         | 2 de março de 1990      | 27 de outubro de 1991   |         |
| 5º Amadou Cheiffou         | 27 de outubro de 1991   | 17 de abril de 1993     |         |
| 6º Mahamadou Issoufou      | 17 de abril de 1993     | 28 de setembro de 1994  |         |
| 7º Souley Abdoulaye        | 28 de setembro de 1994  | 8 de fevereiro de 1995  |         |
| 8º Amadou Cissé            | 8 de fevereiro de 1995  | 21 de fevereiro de 1995 |         |
| 9º Hama Amadou             | 21 de fevereiro de 1995 | 27 de janeiro de 1996   |         |
| 10º Boukary Adji           | 30 de janeiro de 1996   | 21 de dezembro de 1996  |         |
| 11º Amadou Cissé           | 21 de dezembro de 1996  | 27 de novembro de 1997  |         |
| 12º Ibrahim Hassane Mayaki | 27 de novembro de 1997  | 1 de janeiro de 2000    |         |
| 13º Hama Amadou            | 1 de janeiro de 2000    | 7 de junho de 2007      |         |
| 14º Seyni Oumarou          | 7 de junho de 2007      | 23 de setembro de 2009  |         |
| 15º Ali Badjo Gamatie      | 2 de outubro de 2009    | 18 de fevereiro de 2010 |         |
| 16º Mahamadou Danda        | 23 de fevereiro de 2010 | 7 de abril de 2011      |         |
| 17º Brigi Rafini           | 7 de abril de 2011      | 2 de abril de 2021      |         |
| 18º Ouhoumoudou Mahamadou  | 2 de abril de 2021      | 26 de julho de 2023     |         |
| 19º Ali Lamine Zeine       | 8 de agosto de 2023     | presente                |         |